# Craugastor decoratus
Espèce
Synonymes
- Eleutherodactylus decoratus Taylor, 1942
- Eleutherodactylus hidalgoensis Taylor, 1942
- Eleutherodactylus decoratus purpurus Lynch, 1967

Statut de conservation UICN

 LC  : Préoccupation mineure
Craugastor decoratus est une espèce d'amphibiens de la famille des Craugastoridae.

## Répartition
Cette espèce est endémique du Mexique. Elle se rencontre dans le sud du Tamaulipas, dans l'est du San Luis Potosí, dans le nord du Querétaro, dans le nord de l'Hidalgo, dans le centre du Veracruz et dans le Nord du Puebla.

## Description
La femelle holotype mesure 25 mm.

## Publication originale
- Taylor, 1942 : New Caudata and Salientia from Mexico. University of Kansas Science Bulletin, vol. 28, no 14, p. 295-323 (texte intégral).